# Обещание чуда
«Обещание чуда» (англ. Promised A Miracle) — кинофильм. Фильм основан на реальных событиях.

## Сюжет
Фильм, основанный на реальных событиях, рассказывает о семейной паре, угодивших на скамью подсудимых по обвинению в убийстве собственного сына, болевшего сахарным диабетом. Родители до самой смерти мальчика верили в его духовное спасение, в исцеление Богом, и отказались от медицинской помощи, в том числе и от введения столь нужного ребёнку инсулина.

## В ролях
- Розанна Аркетт — Эллис Паркер
- Джадж Рейнхолд — Ларри Паркер
- Том Бауэр — Майкл Эллиот
- Джованни Рибиси — Уэсли